# Helchenried
Helchenried ist ein Gemeindeteil des oberschwäbischen Marktes Dirlewang im Landkreis Unterallgäu in Bayern. 

## Lage
Das Dorf liegt etwa einen Kilometer östlich des Hauptortes. Durch die durch den Ort verlaufende Bundesstraße 16 ist er an Dirlewang angebunden. Westlich des Dorfes liegt die Erhebung Am Immen mit einer Höhe von 686 Metern über NN, die bewaldet ist. Die übrigen Flächen um das Dorf sind meist landwirtschaftlich genutzt. Der Name könnte von einer abgegangenen Burg stammen. 

## Geschichte
Eine Nebenlinie der Herrschaft Ursin-Ronsberg war im Ort bereits im 13. Jahrhundert begütert. Das Kloster Ottobeuren erhielt ein Gut in Helchenriet von Graf Gottfried von Marstetten 1213. Zusammen mit der Klostervogtei Ottobeuren ging das Gut Helchenried im Jahre 1236 an die Staufer. Kurze Zeit später gehörte der Ort wieder dem Kloster. Jos und Margaretha Schwinkrist verkauften 1427 ihr vom Kloster Ottobeuren gehöriges Lehen um 1000 Gulden an Herzog Ulrich von Teck der Herrschaft Mindelheim. Damit wurde Helchenried von der Herrschaft Mindelheim praktisch einverleibt. Mit dem Reichsdeputationshauptschluss 1803 entstand die politische Gemeinde Helchenried. 
Flurbereinigungen fanden im Dorf 1921 und 1955 statt. Die politische Selbständigkeit verlor Helchenried im Zuge der Gebietsreform in Bayern mit der Eingliederung in die Gemeinde Dirlewang am 1. April 1972.

## Baudenkmäler
Die Filialkirche St. Maria geht auf einen Neubau der zweiten Hälfte des 15. Jahrhunderts, bei dem teilweise romanische Mauern verwendet wurden, zurück.